# Mikkelin Kampparit
Mikkelin Kampparit, Kampparit, är en bandyklubb i S:t Michel, Finland. Klubbfärgerna är svart och gult. Klubben bildades 1972, samma år som Finlands Bandyförbund avskildes från Finlands Bollförbund (som sedan dess är ett renodlat fotbollsförbund).
Klubben har blivit finska mästare två gånger, 2012 och 2015.